# Skolflickorna slår till igen
Skolflickorna slår till igen (engelska: Blue Murder at St Trinian's) är en brittisk komedifilm från 1957 i regi av Frank Launder.
Filmen baseras på Ronald Searles skämtteckningar om St Trinian's School. Det är den andra i en serie med fyra filmer om flickskolan St Trinian's.

## Handling
Flickorna från St Trinian's ger sig ut på en bussresa genom Europa, vilken inkluderar kärleksaffärer, stulna diamanter och allmän kaos längs vägen.

## Rollista i urval
- George Cole - Flash Harry
- Joyce Grenfell - polissergeant Ruby Gates
- Terry-Thomas - kapten Romney Carlton-Ricketts
- Terry Scott - polissergeanten
- Lionel Jeffries - Joe Mangan
- Thorley Walters - major Whitehart
- Cyril Chamberlain - kaptenen
- Judith Furse - Dame Maud Haekshaw
- Kenneth Griffith - Charlie Bull
- Alastair Sim - miss Fritton
- Rosalind Knight - Annabel
- Norma Ann Sykes - Virginia
- Richard Wattis - Bassett
- Eric Barker - Culpepper Brown
- Peter Jones - Prestwick
- Ferdy Mayne - italiensk polis